# فیرهوفن
فیرهوفن (به آلمانی: Vierhöfen) یک شهر در آلمان است که در Salzhausen واقع شده‌است. فیرهوفن ۹۶۷ نفر جمعیت دارد.